# Arturo Lorca
Arturo Lorca es un actor y productor de televisión mexicano.

## Carrera
Inició su carrera como actor participando en la telenovela de Marcha nupcial, para después seguir con otros melodramas como lo fueron Los ricos también lloran, Colorina, El hogar que yo robé, Rosa salvaje, Simplemente María y así en adelante.
Mientras que como productor ha intervenido en producciones como Viviana, Los parientes pobres, Lazos de amor, El privilegio de amar, El manantial y Alborada por mencionar otras más.

## Filmografía

### Como actor
- Me atrevo a amarte (2025) .... Dr. Lorca
- Por amar sin ley (2018) .... Juez
- Enamorándome de Ramón (2017) ....
- La vecina (2015) ....
- Mi corazón es tuyo (2014-2015) ....
- Por siempre mi amor (2013-2014) ....
- La fuerza del destino (2011) ....
- Sortilegio (2009) .... Arturo
- Querida enemiga (2008) .... Genaro Malatesta
- Pablo y Andrea (2005) ....
- Amor real (2003) .... Efraín González
- Clase 406 (2002-2003) .... Comandante de polícia
- Amigas y rivales (2001) .... Julio
- La casa en la playa (2000) .... Bermúdez
- El privilegio de amar (1998-1999) .... Don Isaías
- Te sigo amando (1996-1997) .... Chucho
- Lazos de amor (1995-1996) .... José de Jesús
- Alondra (1995) .... Pancho
- Más allá del puente (1993-1994) .... Tomás
- María Mercedes (1992-1993) .... Gabriel "El Mollejas"
- Amor de nadie (1990-1991) .... Pepe
- Cuando llega el amor (1989-1990) .... Nacho
- Simplemente María (1989-1990) .... Hurtado
- Carrusel (1989-1990) ....
- Rosa salvaje (1987-1988) .... Agente Fernández
- Pobre juventud (1986-1987) .... Luis
- Vivir un poco (1985-1986) ....
- Los años felices (1984-1985) ....
- Principessa (1984-1986) .... Otto
- Bianca Vidal (1982-1983) .... Doctor Mario
- El hogar que yo robé (1981) .... Cabrera
- Colorina (1980-1981) ... Liborio
- Soledad (1980-1981) .... Dr. Velarde
- J.J. Juez (1979-1980) .... Hamlet
- Los ricos también lloran (1979-1980) .... Jaime
- Marcha nupcial (1977-1978) .... Calixto

### Como productor

#### Productor asociado
- Gloria Trevi: ellas soy yo (2023)
- Silvia Pinal, frente a ti (2019)
- Por siempre Joan Sebastian (2016)
- Sortilegio (2009)
- Pasión (2007-2008)
- Alborada (2005-2006)
- Amor real (2003)
- El manantial (2001-2002)
- Primera parte de Mi destino eres tú (2000)
- El privilegio de amar (1998-1999)
- María Isabel (1997)
- Te sigo amando (1996-1997)
- Lazos de amor (1995-1996)
- Primera parte de Alondra (1995-1996)
- Más allá del puente (1993-1994)
- Los parientes pobres (1993)
- Viviana (1978-1979)